# Krystyna Rorbach
Krystyna Rorbach (ur. 12 kwietnia 1948 w Ełku) – polska śpiewaczka operowa (sopran), solistka Teatru Wielkiego w Warszawie i Teatru Wielkiego w Łodzi, pedagog wokalny, profesor tytularny.

## Życiorys
Ukończyła Wyższą Szkołę Muzyczną w Łodzi (obecnie Akademia Muzyczna), Wydział Wokalno-Aktorski w klasie śpiewu solowego prof. Olgi Olginy.
Podczas studiów (1969-1975) dwukrotnie uczestniczyła w Festiwalu Młodzieżowym w Bayreuth.
Ukończyła Kurs Mistrzowski w Weimarze prowadzony przez Hannę Lhore Cuse w 1974 roku.
Laureatka III nagrody Konkursu Wokalnego w Łodzi (1975), finalistka konkursów wokalnych w 's-Hertogenbosh (1975) oraz Busseto (1978).

## Przebieg kariery
Po ukończeniu studiów, w roku 1976, była solistką Capelli Bydgostiensis przy Filharmonii Pomorskiej w Bydgoszczy.
W latach 1976–1985 była solistką Teatru Wielkiego w Łodzi (gdzie debiutowała rolą Cherubina w Weselu Figara W.A. Mozarta).
W latach 1985–1991 związała się z Teatrem Wielkim w Warszawie.
W latach 1991–2004 ponownie została solistką Teatru Wielkiego w Łodzi.
Na początku swojej kariery występowała w partiach mezzosopranowych, poza Cherubinem śpiewała m.in. Laurę w Jolancie P. Czajkowskiego.
Od roku 1979 zaczęła wykonywać partie sopranowe (początkowo liryczne: m.in. Norina w Don Pasquale G. Donizettiego, Rozyna w Cyruliku Sewilskim, Łucja w Łucji z Lammermoor G. Donizettiego, Szemachańska Królowa w Złotym Koguciku N. Rimskiego-Korsakowa, następnie bardziej dramatyczne: m.in. tytułowa Aida i Abigaille w Nabuccu G. Verdiego, Leonora w Fideliu L. van Beethovena).
Z twórczością G. Verdiego związała się szczególnie, śpiewała w wielu jego dziełach (m.in. Markiza del Poggio w Dniu królowania, Violetta w Traviacie, Giseldę w LombardczykachLombardczykach, Lady Makbet w Makbecie, Amelia w Balu maskowym, Leonora w Trubadurze, śpiewała także partię sopranową w Requiem).
Wykonywała także m.in. tytułową Normę w dziełach V. Belliniego, Donnę Annę i Donnę Elwirę w Don Giovannim W.A. Mozarta, Królową Rozamundę w Ubu Rex K. Pendereckiego, Elżbietę w Tannhäuserze R. Wagnera, Jarosławnę w Kniaziu Igorze A. Borodina, Mimi w Cyganerii G. Pucciniego czy Madame Lidoine w Dialogach karmelitanek F. Poulenca.
Współpracowała z wieloma filharmoniami i operami w Polsce (m.in. Operą Bałtycką). Występowała też za granicą: w Arena di Verona, Teatro Filarmonico w Weronie, Operą w Daegu w Korei Południowej.
W śpiewie posługiwała się sopranem o niepowtarzalnej barwie, lekko nosowym brzmieniu i piękną, aksamitną barwą, przedstawiając emocjonalną, bardzo poruszającą interpretację.

## Kariera pedagogiczna
Od roku 1995 jest pedagogiem śpiewu solowego na Wydziale Wokalno-Aktorskim Akademii Muzycznej w Łodzi, gdzie w 2005 r. uzyskała tytuł profesora sztuk muzycznych. Obecnie pracuje na stanowisku prof. zwyczajnego.
Do grona jej najwybitniejszych studentów należą m.in.: Olga Maroszek i Alina Adamska-Raitarovskyi.
Jest organizatorem i opiekunem artystycznym wielu koncertów studenckich oraz autorem recenzji w przewodach doktorskich, habilitacyjnych i profesorskich.

## Nagrody i odznaczenia
- Srebrny Pierścień za wykonanie tytułowej partii w operze Łucja z Lammermooru, 1984[4];
- Nadzwyczajna Złota Maska (nagroda łódzkich recenzentów teatralnych), 2000/2001[5].
- Srebrny Krzyż Zasługi, 2002[6][7].
- Brązowy medal „Zasłużony Kulturze Gloria Artis”, 2013[8]

## Nagrania
- K. Szymanowski, Pieśni Miłosne Hafiza Op. 26, Krystyna Rorbach, Orkiestra Teatru Wielkiego, dyr. Robert Satanowski, Koch Schwann / Musica Mundi, CD 314 001 H1[9];
- S. Moniuszko, Pieśni, Moniuszko: Krystyna Rorbach (sopran), Theresa Labri (mezzo), Maciej Paderewski i Krystyna Małkowska (piano), Vms (Medienvertrieb Heinzelmann),ASIN: B0000CDLFA;
- G. Verdi, Aida – fragmenty, K. Rorbach (Aida), W. Szczerbakow (Radames), J. Bibel (Amneris), Z. Macias (Amonasro), W. Zalewski (Ramfis), dyr. A. Wicherek, Chór i Orkiestra Teatru Wielkiego w Łodzi (nagrane na żywo w Teatrze Wielkim w Łodzi, 25 września 1993 r.);
- G. Verdi, Composizioni da camera: Romanze, Krystyna Rorbach (sopran), Elżbieta Tyszecka (piano), Acte Préalable, EAN 5902634751899;
- Krystyna Rorbach w NINA, nagrania pieśni K. Szymanowskiego. O. Respighiego, G. Donizettiego, F. Schuberta oraz studyjne Arii Erbarme dich z Pasji wg św. Mateusza J.S. Bacha (w wersji na głos: Krystyna Rorbach i fortepian: Rajmund Ambroziak).